# Pedro Matrona
Pedro Basiano Matrona (né le 9 décembre 1927 à Curaçao) est un joueur de football néerlandais (international curacien) qui évoluait au poste de défenseur.

## Biographie

### Carrière en sélection

#### Curaçao
Son parcours avec Curaçao se fait en deux périodes : entre 1946 et 1947, puis dix ans plus tard, entre 1957 et 1958 où il joue l'édition 1957 de la Coupe CCCF dont il fait partie de l'équipe type.

#### Antilles néerlandaises
Avec l'équipe des Antilles néerlandaises, Pedro Matrona dispute l'édition 1948 de la Coupe CCCF puis remporte les Jeux d'Amérique centrale et des Caraïbes de 1950 avant de participer, deux ans plus tard, aux Jeux olympiques d'été de 1952 organisés à Helsinki. 
Il enchaîne avec des compétitions régionales (Coupe CCCF de 1953, Jeux panaméricains en 1955) et prend part à trois rencontres des éliminatoires de la Coupe du monde 1958.

## Palmarès
- Curaçao
  - Finaliste de la Coupe CCCF en 1957.
  - Médaille de bronze aux Jeux d'Amérique centrale et des Caraïbes en 1946.

- Antilles néerlandaises
  - Médaille d'or aux Jeux d'Amérique centrale et des Caraïbes en 1950.
  - Médaille de bronze aux Jeux panaméricains en 1955.